# Causa y Efecto
„Causa y Efecto” (în limba română: „Cauză și efect”) este un cântec al interpretei mexicane Paulina Rubio. Acesta fost compus de Cachorro López pentru cel de-al nouălea material discografic de studio al artistei, Gran City Pop. Piesa a fost lansată ca primul single al albumului pe data de 30 martie 2009.
Discul a obținut locul 1 în clasamentele Billboard Hot Latin Songs și Billboard Pop Latin Airplay, devenind cel de-al patrulea și, respectiv, al cincilea cântec al interpretei ce obține locul această clasare. „Causa y Efecto” a câștigat poziții de top 10 și în Croația, Mexic și Spania.

## Prezența în clasamente
„Causa y Efecto” a debutat pe locul 40 în Billboard Hot Latin Songs, urcând paisprezece trepte în săptămâna următoare, acesta fiind cel mai înalt salt înregistrat în clasament în acea ediție. Cântecul a obținut locul 1 în aceeași listă a publicației Billboard în cea de-a zecea săptămână, în urma unei urcări de nouă poziții. În urma acestei mișcări „Causa y Efecto” a ajutat-o pe Rubio să stabilească un record, respectiv, cel de-al patrulea cel mai înalt salt din istoria Billboard realizat de o interpretă, unul dintre celelalte recorduri aparținându-i chiar lui Rubio și înregistrat de „Te Quise Tanto”. Piesa a obținut locul 1 și în Billboard Latin Pop Airplay, fiind cea de-a cincia înregistrare a cântăreței ce obține această distincție, după „Te Quise Tanto”, „Algo Tienes”, „Dame Otra Tequila” și „Ni Una Sola Palabra”.
În Spania, discul a debutat pe locul 43 în clasamentul oficial compilat de Promusicae. Șapte săptămâni mai târziu, cântecul a obținut locul 7, în urma numărului mare de descărcări digitale comercializate. De asemenea, piesa a devenit una dintre cele mai difuzate înregistrări în această țară, timp de trei săptămâni.
Discul a mai activat și în clasamentele din Chile, Columbia, Croația, Europa sau Mexic.

## Lista cântecelor
Disc single
1. „Causa y Efecto” (versiunea de pe album) - 3:27

## Clasamente
| Clasament (2009)       | Poziția maximă | Referință |
| ---------------------- | -------------- | --------- |
| Chile Singles Chart    | 20             | [ 15 ]    |
| Columbia Singles Chart | 31             | [ 16 ]    |
| Croatia Singles Chart  | 6              | [ 5 ]     |
| Euro 200               | 84             | [ 17 ]    |
| Mexic Singles Chart    | 2              | [ 6 ]     |
| Spain Airplay Chart    | 1              | [ 14 ]    |
| Spain Singles Chart    | 7              | [ 7 ]     |

| Clasament (2009)                 | Poziția maximă | Referință |
| -------------------------------- | -------------- | --------- |
| Billboard Bubbling Under Chart   | 4              | [ 19 ]    |
| Billboard Hot Latin Songs        | 1              | [ 4 ]     |
| Billboard Latin Pop Airplay      | 1              | [ 4 ]     |
| Billboard Heatseekers Songs      | 23             | [ 20 ]    |
| Billboard Hot 100 Airplay        | 73             | [ 21 ]    |
| Billboard Latin Tropical Airplay | 6              | [ 22 ]    |
| Billboard Latin Rhythm Airplay   | 6              | [ 23 ]    |